# Passo Paschiet
Il passo Paschiet o ghicet Paschiet (2.431 m s.l.m.) è un valico alpino delle Alpi Graie che collega la Valle di Viù con la Val d'Ala. Amministrativamente è al confine tra i territori comunali di Lemie e di Balme.

## Descrizione
Il valico si apre tra la Torre d'Ovarda (a sud-ovest) e la punta Golai (a nord-est). Sul versante meridionale domina il vallone d'Ovarda mentre le acque che scendono verso nord sono convogliate nella Stura di Ala dal rio Paschiet.
Non molto a valle del colle, sul versante settentrionale, sono collocati i laghi Verdi e, poco più su, il bivacco Gandolfo.
Secondo la classificazione orografica SOIUSA il colle separa il Sottogruppo dell'Ovarda dalla Cresta Ciorneva-Montù-Marmottere, due dei tre sottogruppi che compongono il Gruppo Autaret-Ovarda.

## Escursionismo

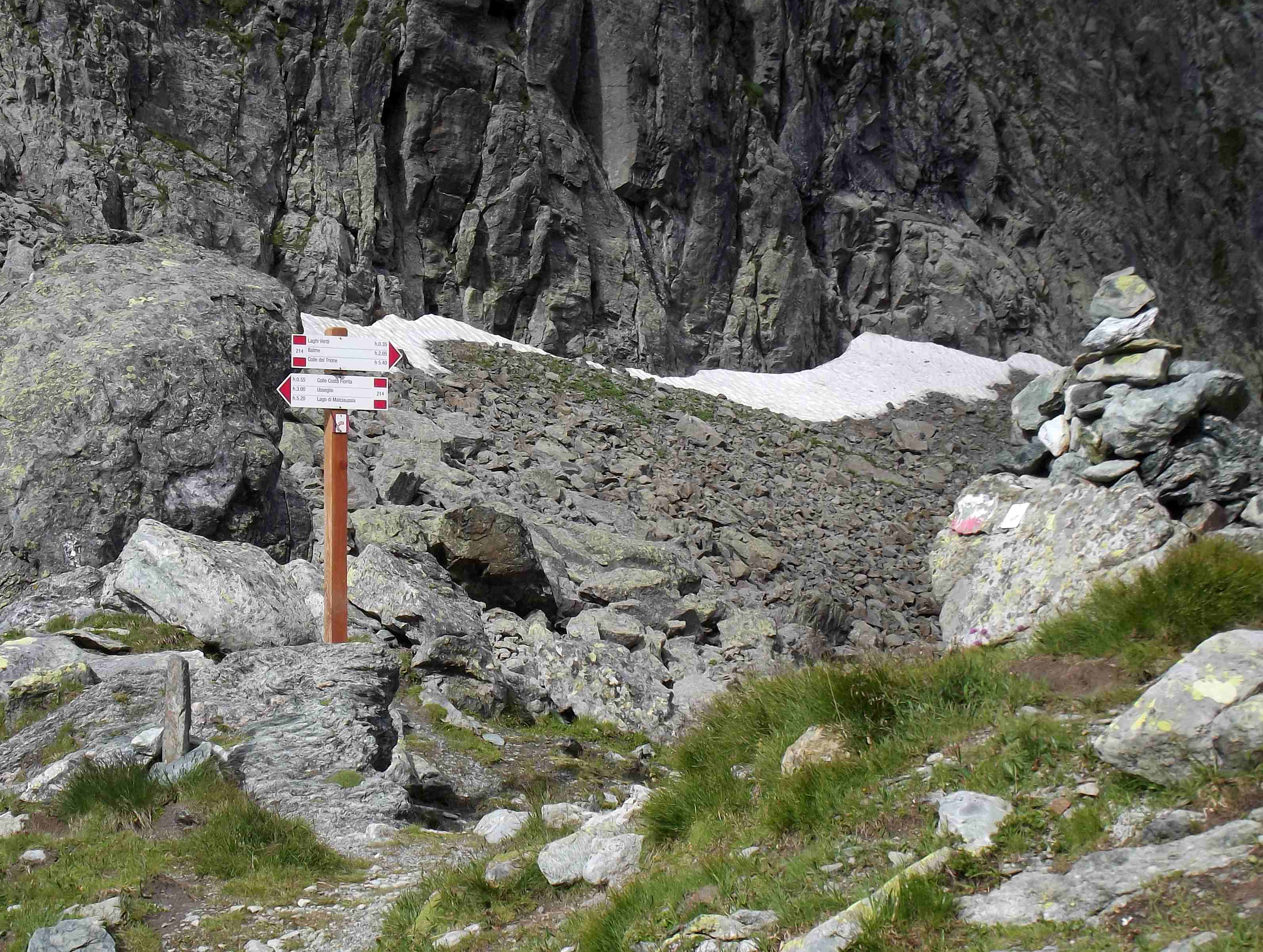
Il passo dalla Valle di Viù.

Per il colle transita la tappa della GTA che collega Usseglio a Balme passando anche per il colle di Costafiorita., mentre un altro sentiero scende nel Vallone di Ovarda, in comune di Lemie.
Dal punto di valico è inoltre possibile raggiungere la punta Golai con un percorso di una difficoltà escursionistica EE..

## Punti d'appoggio
- Bivacco Gandolfo.